# اللواء 10 صاعقة (اليمن)
اللواء 10 صاعقة هو لواء مشاة صاعقة يمني يتبع قوات العمليات الخاصة في قوات الاحتياط الإستراتيجي (اليمن). يتمركز اللواء حالياً في باجل بمحافظة الحديدة.

## القادة
| م | القائد                        | بداية | نهاية | المدة |
| - | ----------------------------- | ----- | ----- | ----- |
| 1 | العميد الركن أحمد علي الحاوري |       |       |       |